# 239 км
239 км (рос. 239 км) — селище у складі Промишленнівського округу Кемеровської області, Росія.

## Населення
Населення — 20 осіб (2010; 15 у 2002).
Національний склад (станом на 2002 рік):
- росіяни — 93 %